# Honda CX 500
Die CX 500 ist ein zwischen 1978 und 1986 angebotenes Mittelklasse-Motorrad der Kategorie Tourer des japanischen Herstellers Honda mit Kardanantrieb. Der längs eingebaute Zweizylinder-V-Motor mit 80° Zylinderwinkel hat vier hängende Ventile pro Zylinder. Die CX 500 war das erste Serienmotorrad, auf dem schlauchlose Reifen verwendet werden konnten. Sie ist in Deutschland auch unter ihrem Spitznamen „Güllepumpe“ bekannt, nachdem „Werner“ sie dazu zweckentfremdete (siehe  Abschnitt Spitzname).

## Modelle und Baujahre

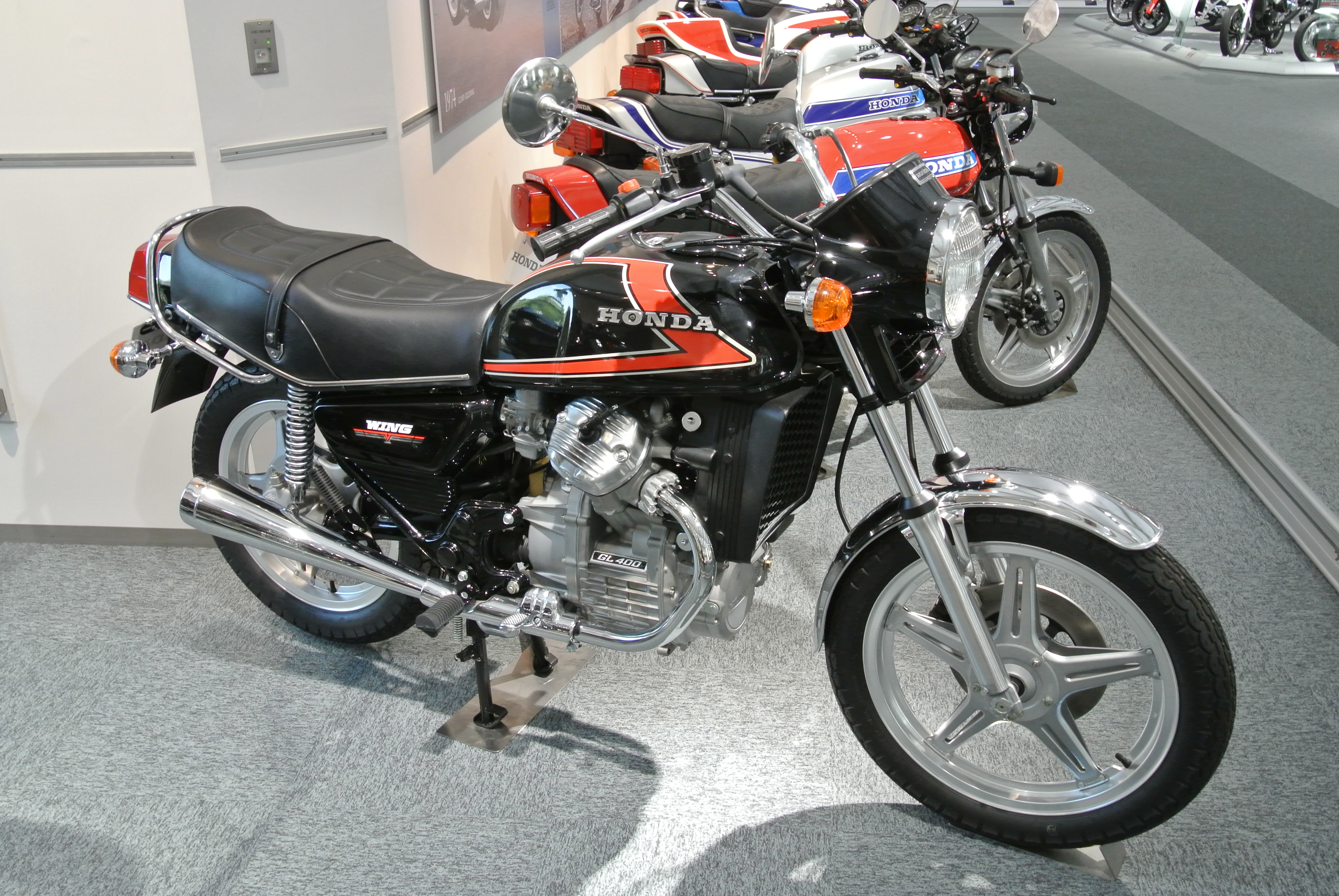
Honda WING GL 400

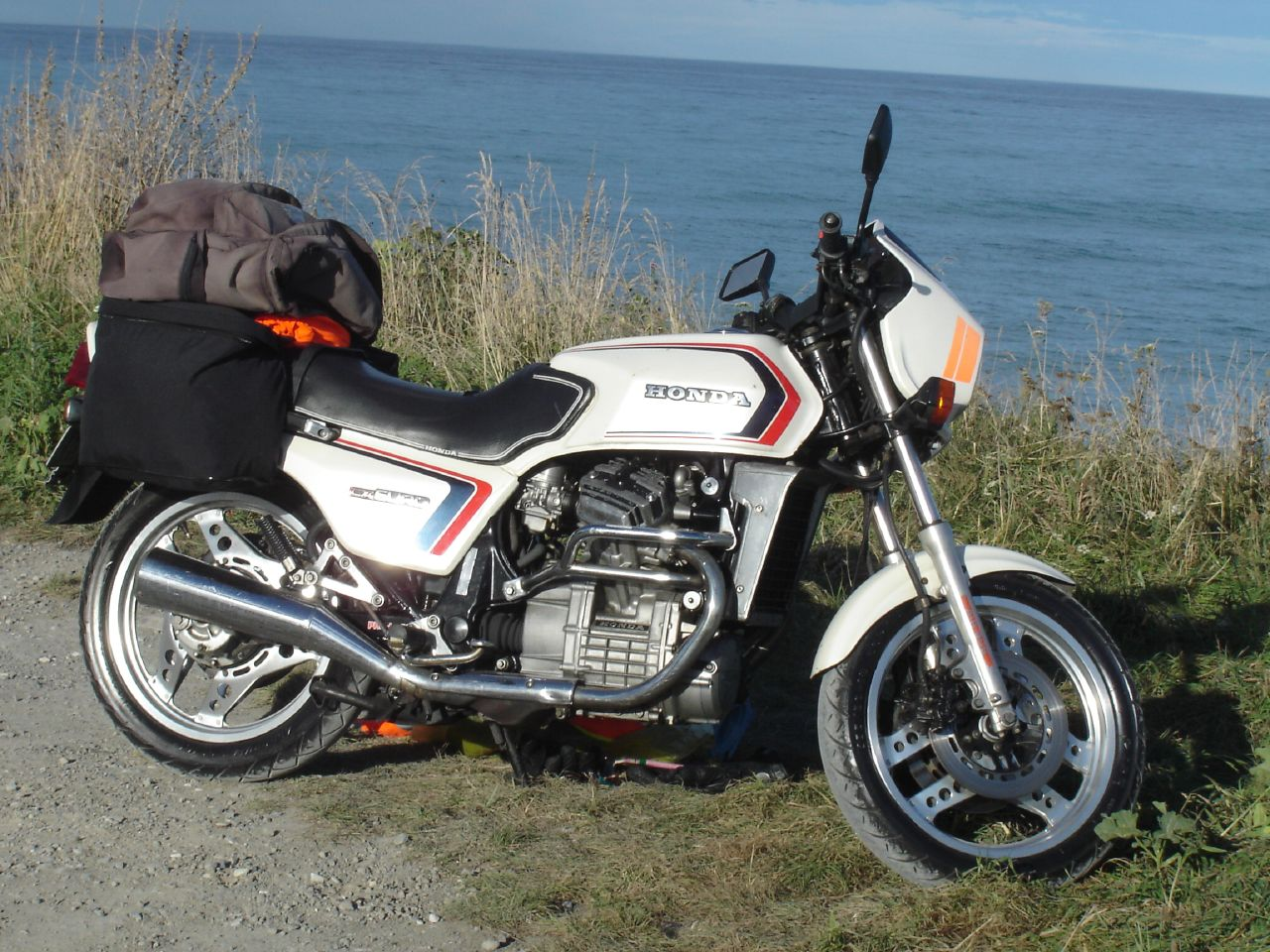
Honda CX 400 Euro

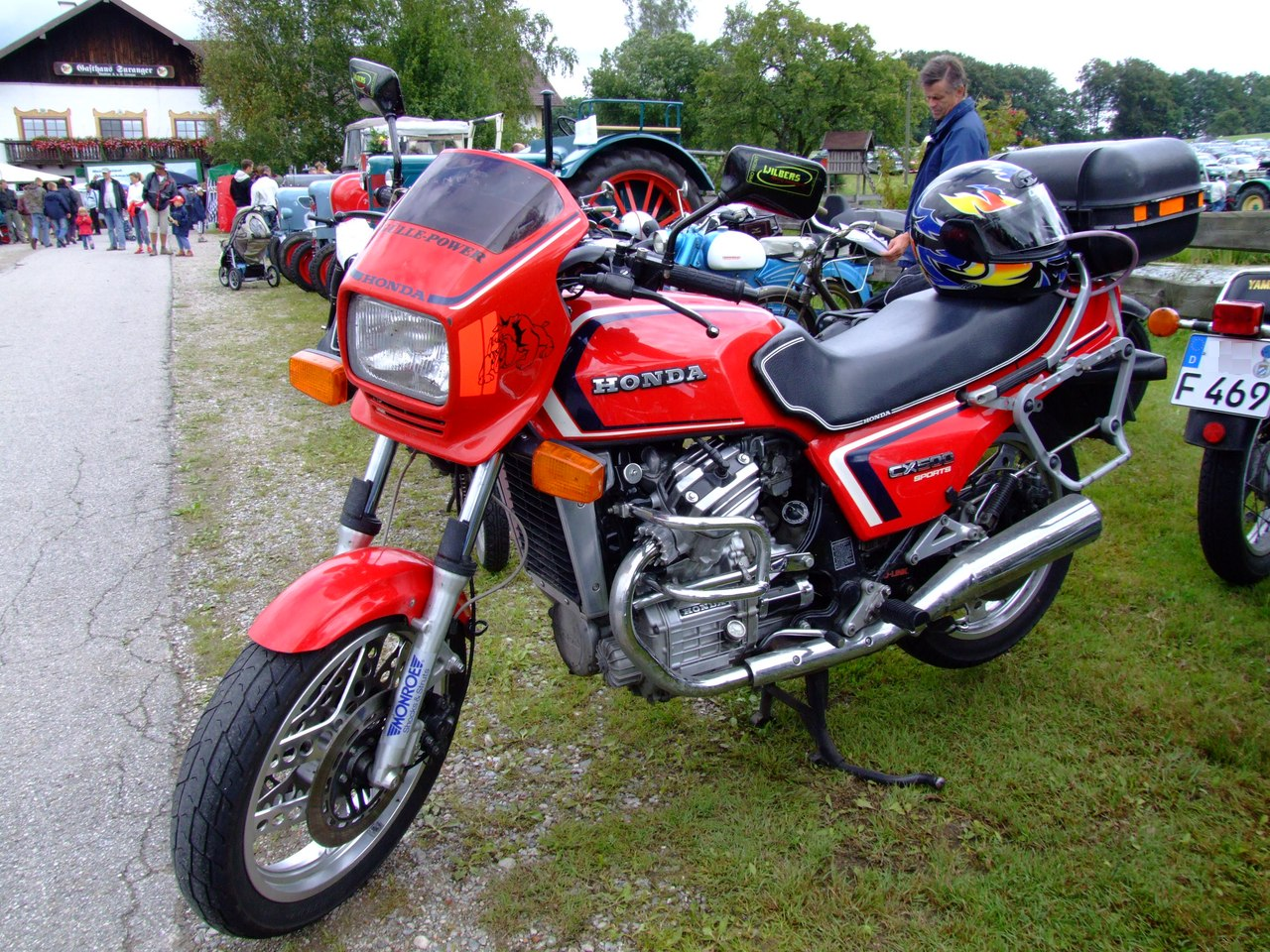
Honda CX 500 E, 1985

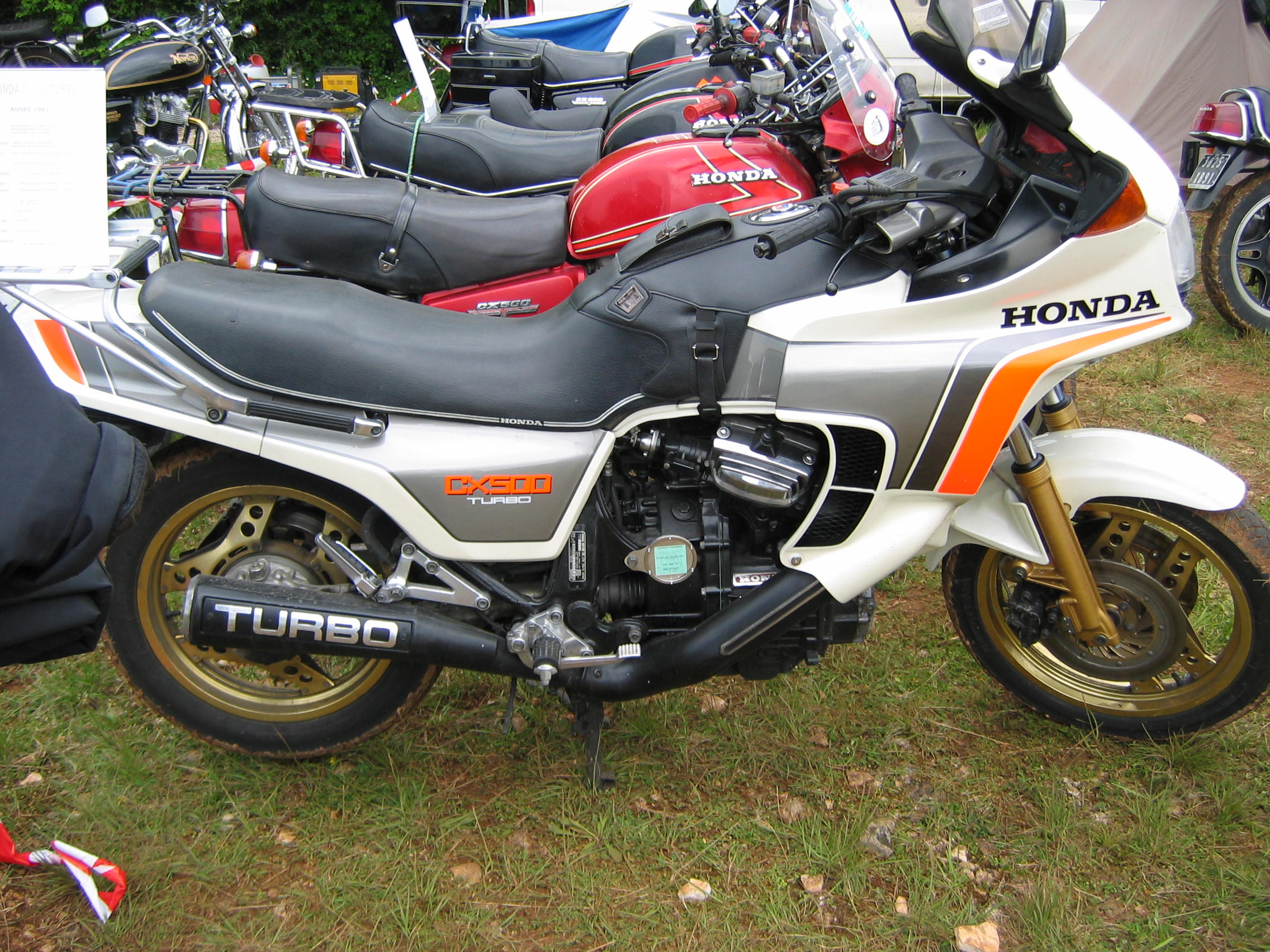
Honda CX 500 Turbo, 1981

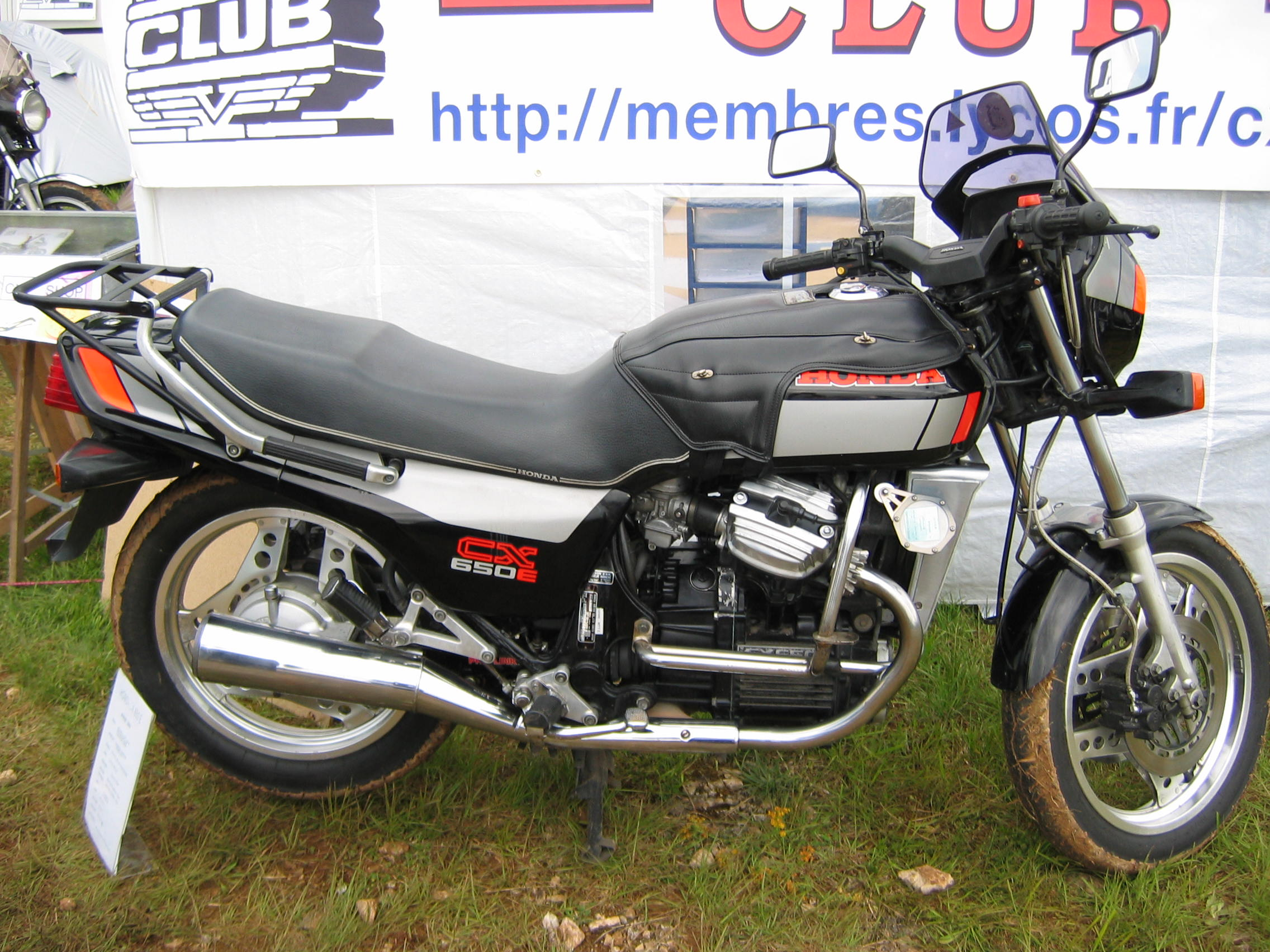
Honda CX 650 E

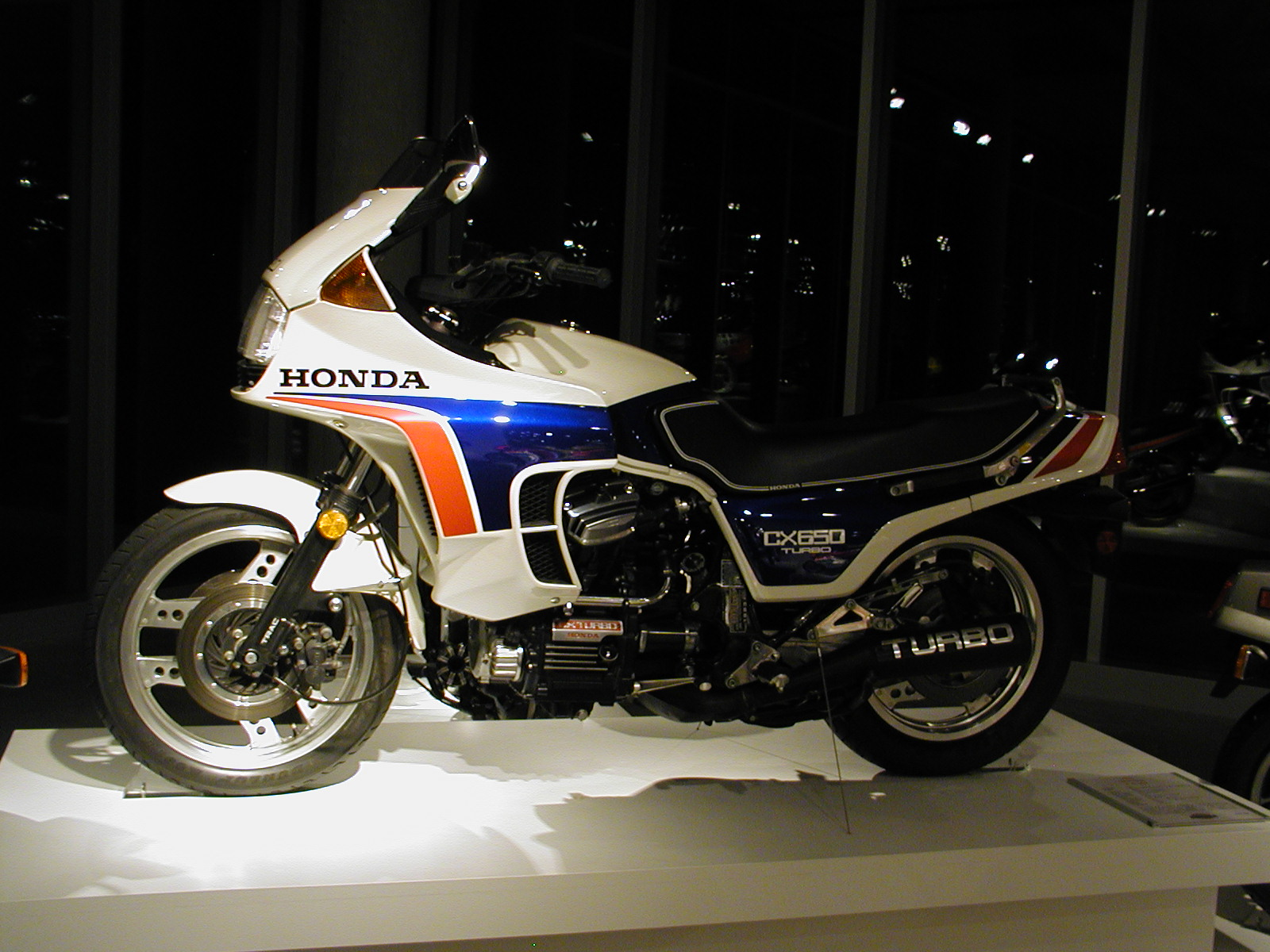
Honda CX 650 Turbo

Das Modell gilt als besonders zuverlässig und wurde in vielen Versionen gebaut, angefangen von der „Standard“-CX 500 (in Japan und anderen Ländern aufgrund damaliger Zulassungs- und Führerscheinbestimmungen teilweise mit 400 cm³ als CX 400) über den Softchopper C für „Custom“ (Der Zusatz „Custom“ durfte in Deutschland wegen eines bereits anderweitig eingetragenen Markenschutzes nicht benutzt werden) CX 500 C (bzw. CX 400 C) und CX 650 C, die GL 500 und GL 650 „Silver-Wing“-Modelle (die als kleine „Schwestern“ der GL 1100 Gold Wing deren Vollverkleidung und Rücklicht übernahmen), die CX 500 E und CX 650 E Euro Sport bis hin zu den bislang einzigen Honda-Motorrädern mit Abgasturbolader, den CX 500 Turbo und CX 650 Turbo. Die CX 500 Turbo war weltweit das erste Serienmotorrad mit Turbolader.
Die Modelle im Einzelnen:
| Typ    | Modell                 | Bemerkung                                                                                 |
| ------ | ---------------------- | ----------------------------------------------------------------------------------------- |
| CX 400 | CX 400                 | ab 1978                                                                                   |
| NC 05  | CX 400                 | Standard ab 1981, in Japan als GL 400                                                     |
| NC 06  | CX 400 Custom          | Custom                                                                                    |
| NC 08  | CX 400 EuroSport       | in Japan CX-EURO                                                                          |
| NC 10  | CX 400 Custom          | in Japan GL 400 Custom, 2. Auflage, Optik wie CX650C                                      |
| CX 500 | CX 500 SC (Standard)   | in Australien von 1980 bis 1982 als CX 500 Shadow                                         |
| PC 01  | CX 500 Deluxe          | Optisch Tank wie Standard, Sitzbank der Custom, ohne Verkleidung, eine Bremsscheibe vorne |
| PC 01  | CX 500 C               | in Japan GL 500 Custom                                                                    |
| PC 02  | GL 500 Silver Wing     | auch als Interstate mit Vollverkleidung                                                   |
| PC 03  | CX 500 Turbo           | Comstar-Felgen in Gold                                                                    |
| PC 06  | CX 500 EuroSport       |                                                                                           |
| RC 10  | GL 650 SilverWing      | auch als Interstate mit Vollverkleidung                                                   |
| RC 10  | GL 700 Wing Interstate | Sonderserie der GL 650 Interstate für Japan (800 Exemplare)                               |
| RC 11  | CX 650 C               |                                                                                           |
| RC 12  | CX 650 EuroSport       |                                                                                           |
| RC 16  | CX 650 Turbo           | Comstar-Felgen in Gold oder wahlweise in Silber                                           |

Die Modelle CX 400, NC 05, NC 06, CX 500 und PC 01 haben einen Zentralrohrrahmen mit verschweißten Blechpressteilen, alle übrigen Modelle haben einen Gitterrohrrahmen in ähnlicher Form.
Die Modelle CX 400, NC 05, NC 06, NC 10, CX 500, PC 01 und RC 11 haben Hinterradschwingen mit zwei Federbeinen, alle übrigen Modelle eine Schwinge mit Pro-Link-Zentralfederbein.
Produktionsjahre, die Kennziffer für das Produktionsjahr änderte sich ab Juli, d. h. Fahrzeuge die ab Juli produziert wurden, waren bereits das folgende Modelljahr. Der Abverkauf in Deutschland ging bis 1986:
- CX 400 (1977–1981) (MJ 1978–1982)
- CX 400 (1981–1983) (MJ 1982–1983)
- CX 400 C (1979–1981) (MJ 1980–1982)
- CX 400 E (1982–1983?) (MJ 1982–1983)
- CX 400 C (1983–?) (MJ 1983)
- CX 500 SC (1977–1981) (MJ 1978–1982)
- CX 500 C „Custom“ (1979–1981) (MJ 1980–1982)
- CX 500 D (1979–1981) (MJ 1980–1982)
- CX 500 E (1982–1983) (MJ 1982–1983)
- CX 500 Turbo (1981–1982) (MJ 1982)
- CX 650 E, C und Turbo (1983–?) (MJ 1983–1984)
- GL 500 Silver Wing (1980–1982) (MJ 1981–1983), Vollverkleidung (in USA ohne Verkleidung oder mit Verkleidung und Koffern als Silver Wing Interstate)
- GL 650 Silver Wing (1983–?) (MJ 1983–1984), Vollverkleidung (in USA ohne Verkleidung oder mit Verkleidung und Koffern als Silver Wing Interstate)
- GL 700 Wing Interstate (1983) (MJ 1983–1984), Sondermodell/Kleinserie (800 Stück) der GL 650 Silver Wing mit Vollverkleidung und Koffersatz, mit Radio und CB-Funk, nur in Japan verkauft.[2]

1981 wurden in Westdeutschland 9992 CX 500, 379 CX 500 Turbo und 56 CX 650 Turbo verkauft.

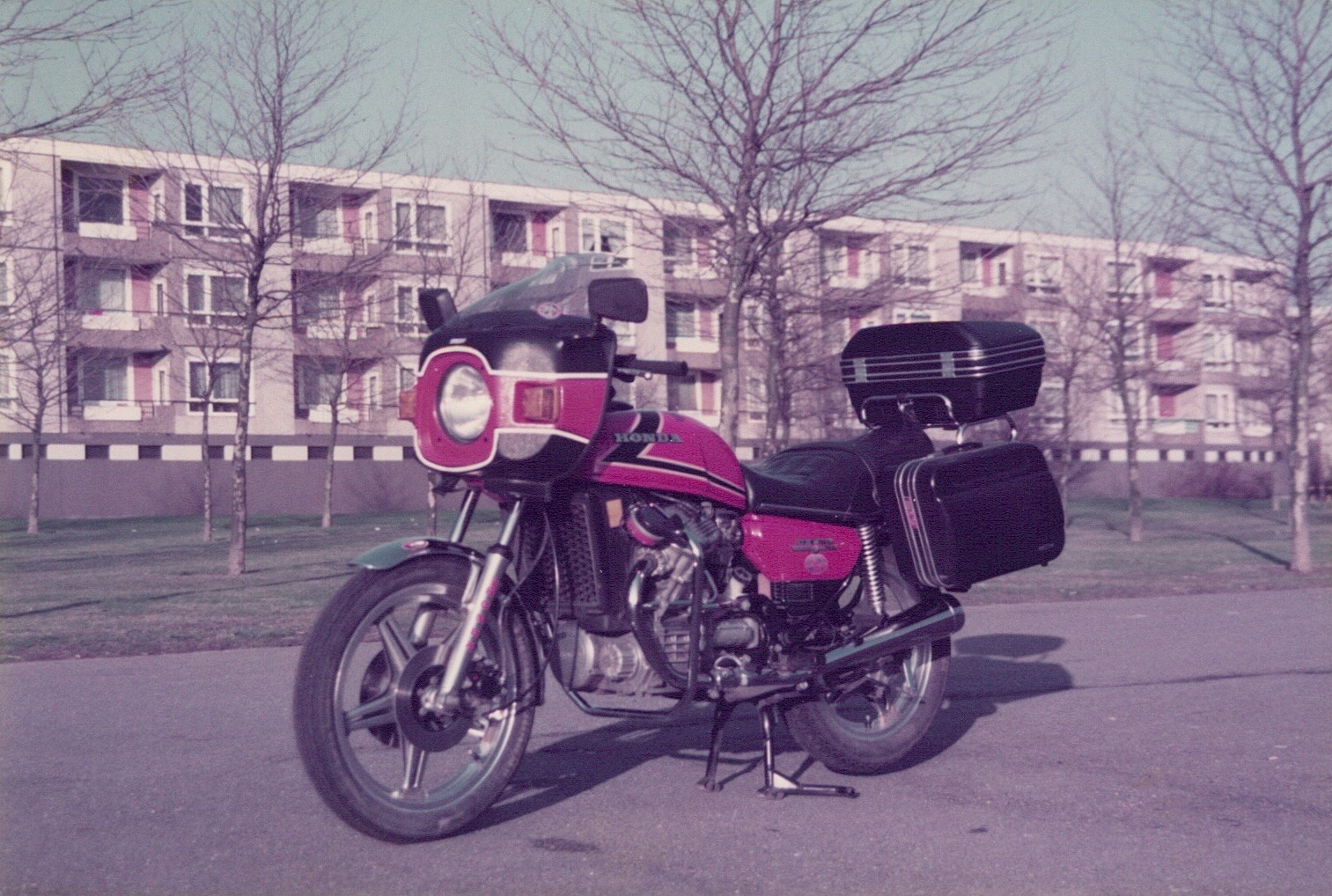
Honda CX 500

Preise:
- CX 500 Turbo: 12.990 DM (1982)
- CX 650 Turbo: 13.990 DM (1983)

## Technische Daten der CX500
Zu den Besonderheiten der Konstruktion gehört es, dass die Zylinder und das Kurbelgehäuse als ein Stück gegossen sind. Beide Zylinder haben je eine Zündanlage. Die Nockenwelle liegt oben zwischen den Zylindern, wodurch die Stoßstangen des Ventiltriebs sehr kurz ausfallen und hohe Drehzahlen zulassen. Die Köpfe sind etwas verdreht eingebaut – das heißt Auslass und Einlass liegen nicht exakt hintereinander – und mit je vier Ventilen und je einer zentralen Zündkerze versehen. Durch den Längseinbau des Motors konnte vorne eine große Kühlerbox platziert werden. Wegen der gegenläufig zur Kurbelwelle drehenden Kupplung entsteht beim Beschleunigen und Gaswegnehmen nur ein geringes Kippmoment um die Längsachse.
- Ölmenge: 3 Liter
- Zwei Zylinder in V-Anordnung im Winkel von 80°[4]
- 12 V Bordspannung, 14-Ah-Batterie

## Fahrleistungen
- Beschleunigung 0–60 km/h: 2,7 Sekunden
- Beschleunigung 0–100 km/h: 6,2 Sekunden
- Beschleunigung  0–140 km/h: 12,9 Sekunden

(Ermittelt von der Zeitschrift Das Motorrad. Heft 11/1981, S. 20)

## CX 500 Euro – Mehr als nur Modellpflege
Die Form der Sitzbank sowie die Seiten- und Heckverkleidung erinnerten stark an die CX 500 Turbo.
Die Comstar-Felgen erschienen nun im Euro-Design aus Aluminium. Das Tankvolumen stieg von 17 auf 19 Liter. Die Vorderradabdeckung war nun aus Kunststoff und nicht mehr aus verchromtem Blech gefertigt.
Die Pro-Link-Federung ersetzte die beiden hinteren einzelnen Federbeine. Dies erforderte zudem einen stabileren Rahmen, der erstaunlicherweise ein geringeres Gewicht hatte und zudem eine um 3 cm niedrigere Motoraufhängung erlaubte. Damit sank der Schwerpunkt und verbesserte die Handlichkeit. Der Lenkkopfwinkel betrug nun 63°, der Nachlauf 105 mm.
Die Standrohre stiegen im Durchmesser von 33 mm auf 37 mm. Gleichzeitig sank der vordere Federweg von 150 auf 140 mm. Die Federung vorn wie hinten war nun luftunterstützt.
Die Felgengröße betrug nun vorne wie hinten 18 Zoll im Durchmesser. Die Breite dieser stieg von 2,15 Zoll auf 2,5 Zoll. Das nunmehr von 19 Zoll auf 18 Zoll verkleinerte Vorderrad sorgte vereinzelt für ein mehr oder weniger ausgeprägtes Lenkerflattern, welches zwischen 40 und 100 km/h vor allem im Schiebebetrieb auftrat.
Die Bremsanlage wurde deutlich verbessert: Vorn wurden nun Doppelkolben-Bremszangen verbaut. Hinten wurde die Trommelbremse durch eine Scheibenbremse, ebenfalls mit Doppelkolben-Bremszangen ersetzt. Die hintere Bremsscheibe war sicherheitstechnisch nicht erforderlich, da selbst schwerere und stärkere Maschinen wie zum Beispiel die Honda VF 750 S, die Yamaha XJ 650 oder die Yamaha XJ 750 Seca auch lediglich eine hintere Trommelbremse aufwiesen. Jedoch war zum Zeitpunkt des Erscheinens der CX 500 Euro in der Halbliter-Klasse eine hintere Scheibe modern wie die Kawasaki GPZ 550 oder die Suzuki GSX 550 sie hatten. Die vordere Doppelkolben-Bremse bekam im Modelljahr 1982 auch noch die "klassische" CX 500.
Beim bewährten Motor wurden lediglich Details verbessert. Es gab nun einen selbstnachstellenden Steuerkettenspanner, eine geänderte Pleuellager-Schmierung, eine geänderte Kurbelgehäuseentlüftung sowie neue Zündimpulsgeber. Die Ansaugvorrichtung der Ölpumpe wurde verbessert und wie bei der GL 500 Silver-Wing wurden die Vergaser dichter zueinander verbaut.

## Testbericht
„Sitzkomfort, Kniewinkel und Instrumentenanordnung überzeugen, auch beim Motor-Layout zeigt sich das durchdachte Konzept: Wo sich Guzzisti blaue Flecken an den Knien holen, sitzen bei der Honda die Zylinder um 22 Grad zur Kurbelwelle verdreht. So kommen die Extremitäten nicht mit dem heißen Motor in Berührung, und die Vergaser verschwinden unter dem Tank. Mit seiner unregelmäßigen Zündfolge verbreitet der V2 ein wenig Italo-Flair, läuft aber durch die Wasserkühlung mechanisch viel leiser. Das gilt ebenso für das unaufdringliche Pötteln aus dem Auspuff. Von der sprichwörtlichen Zuverlässigkeit ahnte der Tester damals noch nichts.“

## Einflüsse
Der Motor wurde ursprünglich mit einem Zylinderwinkel von 90° entwickelt, vergleichbar mit den V2-Motoren von Moto Guzzi. Bei Tests erwies sich die Konstruktion jedoch als unbequem für den Fahrer, vor allem für die Position der Knie. So wurden die Zylinder um je 5° steiler gestellt und die Zylinderköpfe um die Zylindermittelachse um je 22° so gedreht, dass die vorne liegende Auslassseite nach außen und die Ansaugseite mit den Vergasern hinten schräg zueinander nach innen wies – ein einzigartiges Merkmal des in Serie gegangenen Motors.
Eine Reihe von Ideen zum Motor sollen Vorbilder im Marusho Lilac haben. Marusho war ein kleiner japanischer Motorradhersteller, der seit der Gründung 1948 einige innovative Modelle geschaffen hatte, jedoch 1967 in Insolvenz ging. Infolgedessen kamen die Entwickler bei anderen japanischen Motorradherstellern unter. Ebenfalls soll die Victoria V 35 Bergmeister die Entwicklung direkt und über den Lilac-Umweg beeinflusst haben.
Die Motoren der CX 500/650-Modelle wurden auch in verschiedenen Kleinwagen/Kit-Cars verwendet, unter anderem:
- BRA Threewheeler (CX3) von aero cycle cars[7]
- JZR[8]

Außerdem wurde der Motor mit Veränderungen von 1980 bis 1982 in den USA auch für ein Rennmotorrad („Flat Tracker“) verwendet, der NS 750.
Außer den GL-Modellen als eigentlichen Nachfolgern der CX-Serie hatte die Konstruktion sichtbaren Einfluss auf die ST 1100 Pan European. Diese hat ebenfalls einen V-Motor mit nach außen weisenden Zylinderköpfen, jedoch mit vier anstatt zwei Zylindern. Die geringe Baulänge des CX-Motors gab hier den Anreiz, zwei dieser Grundkonstruktionen hintereinander zu setzen, wurde jedoch sonst eigenständig entwickelt.

## Fangemeinde
Diese Motorräder haben mittlerweile mehrere aktive regionale und überregionale Fangemeinden, die sich nun – lange nach Produktionsende – für den Erhalt dieser Maschinen einsetzen. Zahlreiche CX-Clubs weltweit kümmern sich um den Erhalt der CX und GL. Jährlich veranstalten sie Treffen mit regem Erfahrungsaustausch. Ein dänischer Club sowie ein Brite haben zwischenzeitlich damit begonnen, nicht mehr erhältliche Ersatzteile nachzubauen.

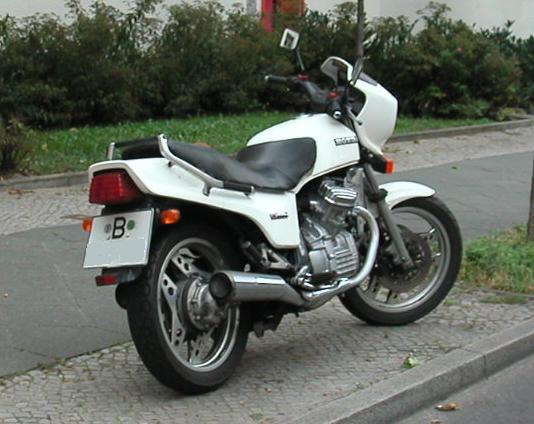
CX 500 Euro
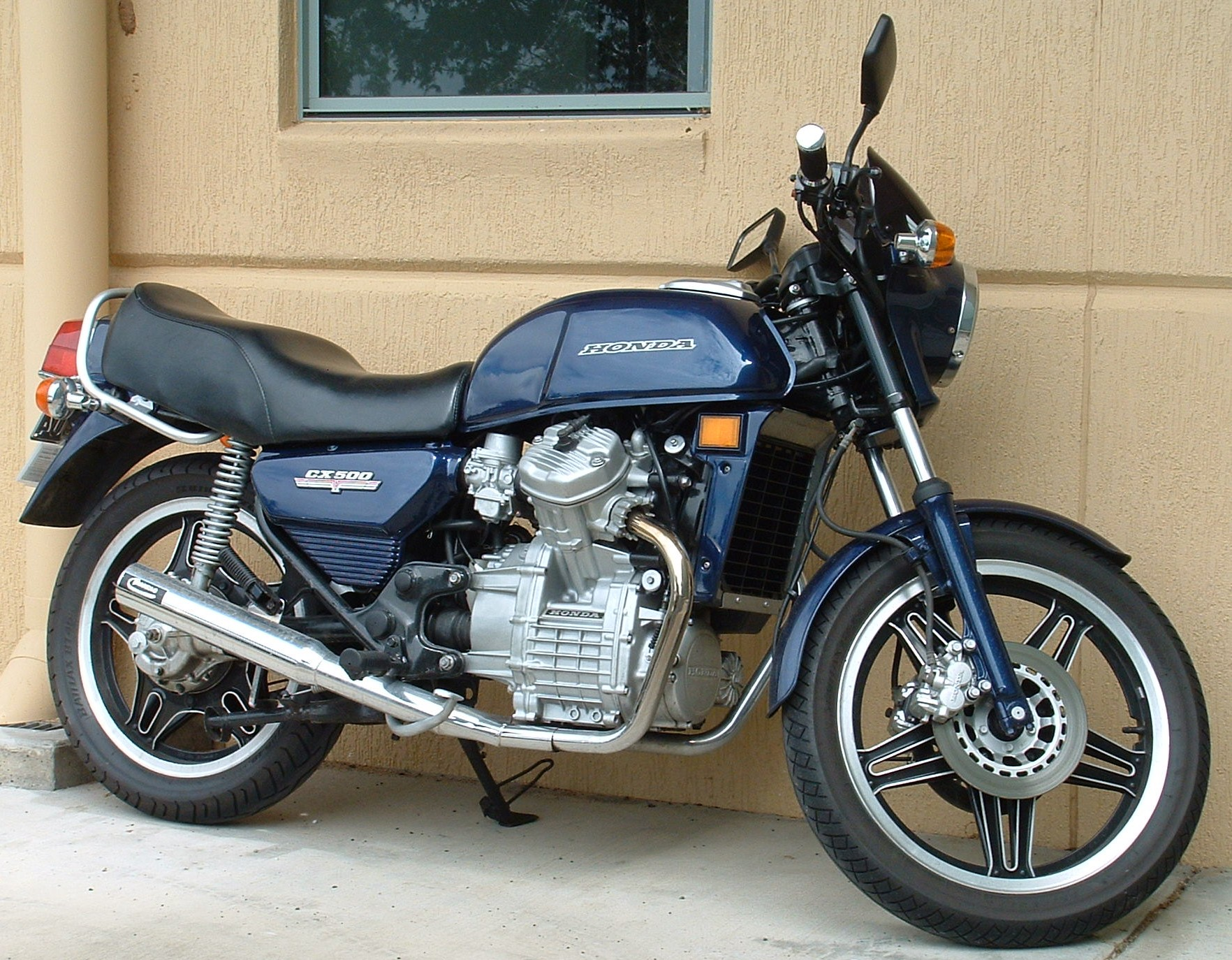
CX 500 SC, Modell von 1982 mit Doppelkolbenbremse vorn
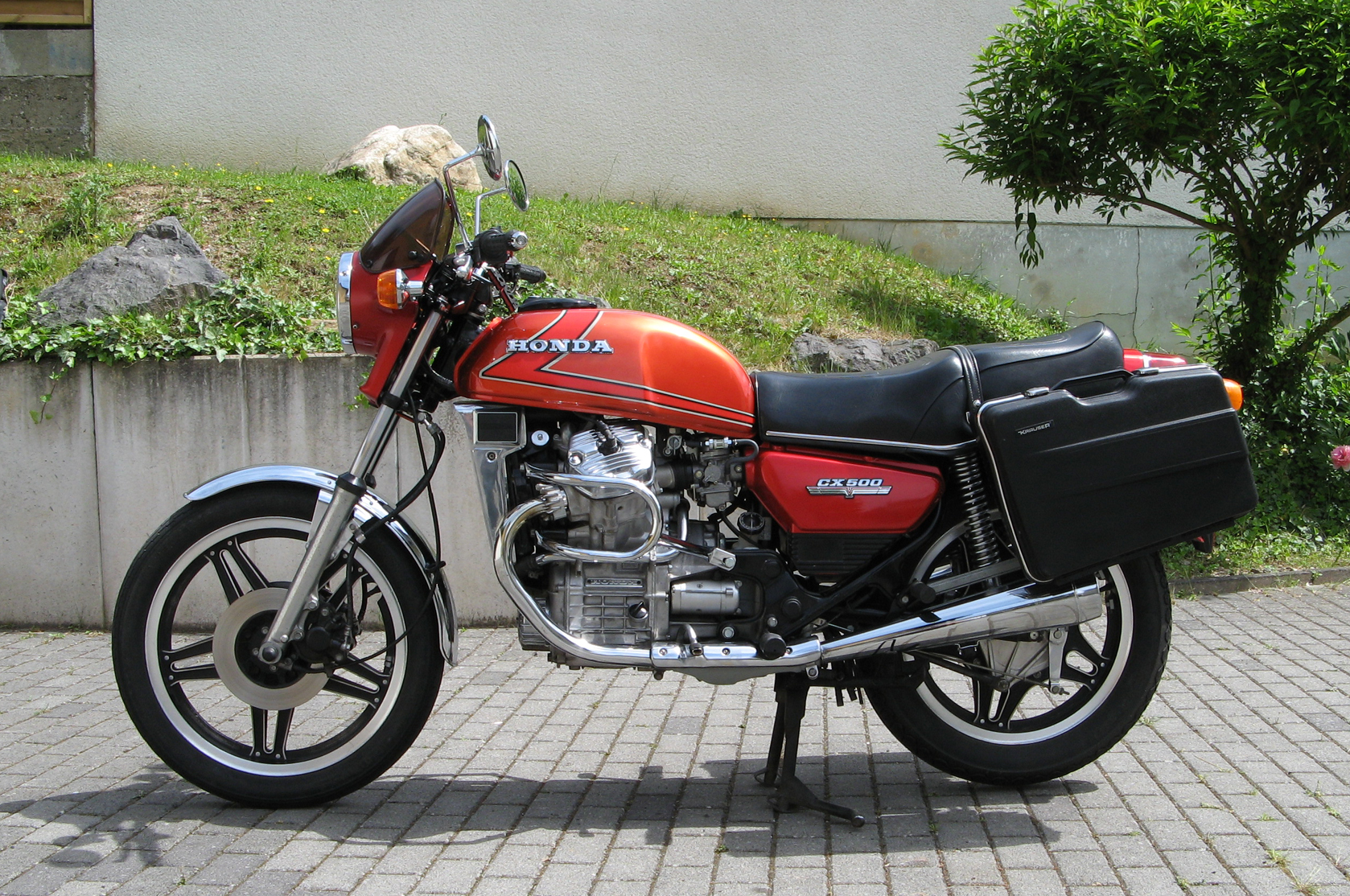
CX 500 SC
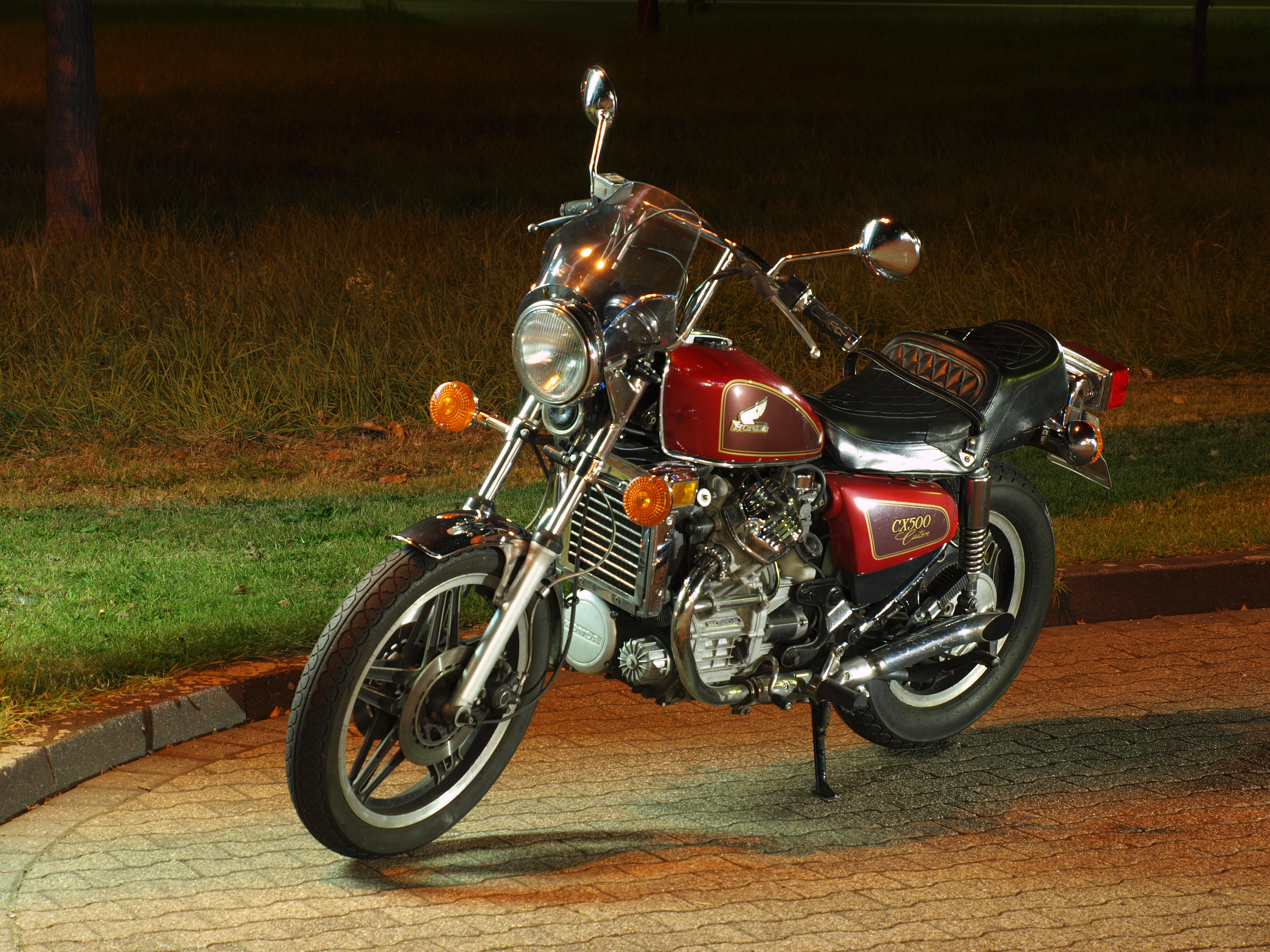
CX 500 C, mit veränderter Sitzbank und Lenker
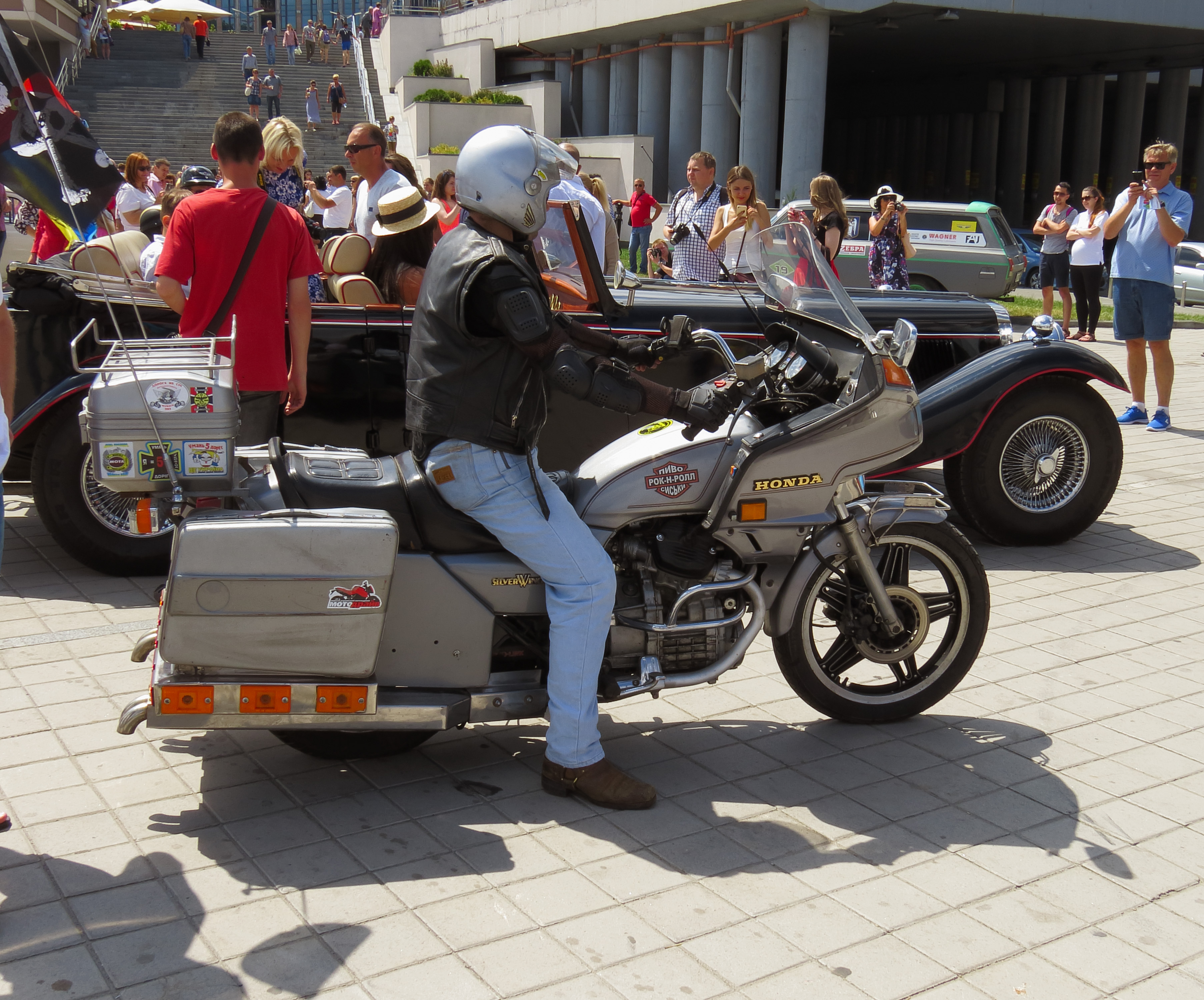
Honda GL 500 Silver Wing

## Spitzname
Die CX/GL 500 ist auch unter ihrem Spitznamen „Güllepumpe“ bekannt: Als die CX 500 im Jahr 1977 vorgestellt wurde, war sie ein sehr modernes Motorrad. Wasserkühlung, elektronische Zündung und wartungsarmer Kardanantrieb waren zu dieser Zeit wenig verbreitet. Der Comiczeichner Rötger „Brösel“ Feldmann, der an alten Horex-Regina-Modellen schraubte, machte sich über diese Form „moderner“ Motorräder lustig. Eine Wasserkühlung war in seinen Augen für ein vernünftig konstruiertes Motorrad überflüssig. In seinen „Werner“-Comics griff er diesen Gedanken ironisch auf: Dort wird die Kühlmittel-Pumpe einer solchen Honda ersatzweise zum Pumpen von Gülle (flüssige Tierexkremente) umfunktioniert.